# جيمس والكر
جيمس والكر (بالإنجليزية: James Walker)‏ هو بروفيسور أمريكي، ولد في 16 أغسطس 1794 في ووبرن في الولايات المتحدة، وتوفي في 23 ديسمبر 1874 في كامبريدج في المملكة المتحدة.